# Till kärleken
"Till kärleken" är en av Dan Anderssons efterlämnade dikter, skriven samma år som författaren avled, alltså 1920. Inspirerad av Paulusorden i Första Korintierbrevet, kapitel 13. Tonsatt och ibland på tal när det gällt urval av texter till psalmboken.